# من ناصر حجازی هستم…
من ناصر حجازی هستم… فیلم مستندی دربارهٔ ناصر حجازی است که ساخت آن در آبان ماه ۱۳۹۲ بدون حمایت ارگان‌های دولتی و خصوصی بر اساس طرحی از امیر رفیعی با همراهی سعید رمضانی داماد و نمایندهٔ خانوادهٔ ناصر حجازی در پروژه و همچنین نیاز افشین کیا به عنوان سرمایه‌گذار آغاز گردید. و با روایت: شهاب حسینی، بهرام رادان، پرویز پرستویی، مسعود رایگان، مهران مدیری و رؤیا تیموریان و صدای: رضا یزدانی در شهریور ماه ۱۳۹۴ تمام شد تا نخستین نمایش آن در حضور چهره‌های مطرح عرصه‌های سیاست، ورزش، هنر و … از جمله: محمد خاتمی رئیس‌جمهور اواخر دهه هفتاد و اوایل دهه هشتاد ایران، حسین کلانی، فرامرز ظلی، منصور رشیدی، محمد پنجعلی، شاهین بیانی، جهانگیر کوثری، هادی طباطبایی، رحمان رضایی، فریدون زندی، وحید طالب لو، مهدی رحمتی، عادل فردوسی پور، پژمان جمشیدی، پوری بنایی، مسعود رایگان، رؤیا تیموریان، حبیب اسماعیلی، ایرج نوذری، سروش صحت، رضا یزدانی، یاسر بختیاری (یاس)، اعضای خانواده ناصرحجازی و … با اجرای جواد یحیوی و اعطای تندیس و لوح تقدیر به عوامل تولید و ساخت فیلم طی مراسمی خصوصی برگزار گردد. این فیلم پس از اکران خصوصی، در گروه سینماهای هنر و تجربه به نمایش درآمد و برغم توقیف، حواشی، سانس‌های نمایش محدود و شکایت‌های متعدد از امیر رفیعی تهیه‌کننده آن توانست رکورد پرفروش‌ترین مستند تاریخ سینمای ایران و همچنین رکورد حضور تماشاگر در جشنواره سینما حقیقت را به خود اختصاص دهد.

## خلاصه داستان
قسمت اول، داستان زندگی ناصر حجازی بهترین دروازه‌بان قرن آسیا را در پنج فصل با نام‌های: آخرین مرد مقاوم، من رؤیایی دارم، سهراب کشی، از استقلال تا استقلال و پرواز عقاب به تصویر کشیده است که از طریق اکران در گروه سینماهای هنر و تجربه و هم چنین شبکه نمایش خانگی در اختیار مخاطبین قرار گرفت. نسخهٔ سینمایی آن ۱۰۸ دقیقه و نسخهٔ DVD مربوط به شبکهٔ نمایش خانگی، ۱۶۵ دقیقه است.
در قسمت دوم با نام «افسانه یک عقاب»، این زندگی توسط اهالی فوتبال و در ۸۰ دقیقه تعریف می‌شود که اثر اولین مرتبه خارج از ایران نمایش داده شد.
قسمت دوم من ناصر حجازی هستم… نیز فیلم مستندی است که امیر رفیعی آن را به مناسبت دهمین سالگرد درگذشت ناصر حجازی برای سال ۱۴۰۰ آماده نمود، مستندی که تیتزاژ پایانی آن را رضا یزدانی در اثری با نام اسطوره خوانده است.

## حواشی
امیر رفیعی در آغاز، گروهی را برای تولید و ساخت من ناصر حجازی هستم… در نظر گرفت که پس از چند ماه همکاری آن‌ها را به دلیل عدم کارایی لازم از پروژه کنار گذاشت. پس از این اتفاق رفیعی طی مشورت با سید جواد یحیوی و نیاز افشین کیا تصمیم گرفت تا از نیما طباطبایی به عنوان کارگردان در کنار خود برای ادامه ساخت این فیلم استفاده نماید. کارگردان جوانی که در آذر ماه ۱۳۹۵ به دلیل ابتلا به بیماری سرطان درگذشت.
هم‌زمان با آغاز اکران فیلم زندگی ناصر حجازی در گروه سینماهای هنر و تجربه که مصادف با تولد حجازی بود، " من ناصر حجازی هستم… " برغم نمایش در آن شب با حضور چهره‌هایی چون: مسعود رایگان، رؤیا تیموریان، عبدالرضا اکبری، بهرام رادان، رضا یزدانی، دانیال عبادی، پندار اکبری، پویا امینی، حمید رضا صدر، همایون بهزادی، حسین کلانی، نصراله عبداللهی، بهرام افشاری، محمد زادمهر، محمد پنجعلی، شاهین بیانی، علی موسوی، بهروز رهبری فر، بهنام ابوالقاسم پور، جواد نکونام، وحید طالب لو، مهدی رحمتی، آرش برهانی، اعضای خانواده محمد علی فردین و ناصر حجازی، عوامل تولید و ساخت فیلم و … طی شکایت امیر قلعه نویی از سوی بازپرس دادسرای فرهنگ و رسانه توقیف شد تا به گفته وکیل وی هدیه‌ای برای ناصر حجازی در شب تولدش باشد. اتفاقی که سر و صدای زیادی در محافل خبری داخل و خارج از کشور ایجاد کرد. پس از این اتفاق با مراجعه اعضای خانواده ناصر حجازی و تهیه‌کننده فیلم به دادسرای فرهنگ و رسانه و ارائه توضیحات لازم، " من ناصر حجازی هستم … " رفع توقیف شد تا نمایش آن در سینماهای ایران بلامانع گردد.
با آغاز اکران " من ناصر حجازی هستم … " و گذشت زمان، امیر رفیعی تهیه‌کننده آن به دلیل اکران‌های پراکنده، محدود و نامناسب فیلم در گروه سینماهای هنر و تجربه، در گفتگویی با شرق (روزنامه) اعلام کرد: نخواستند حجازی در تیم ملی باشد حالا نمی‌خواهند فیلمش هم دیده شود. رفیعی بعد از توزیع فیلم در شبکه نمایش خانگی بار دیگر حرف‌های خود را این گونه تکرار کرد: برخی در نمایش فیلم سنگ اندازی می‌کنند.
پس از اتمام اکران " من ناصر حجازی هستم… " در گروه سینماهای هنر و تجربه و طی شکایت سازمان صداوسیما، امیر رفیعی تهیه‌کننده فیلم به دلیل تبلیغات در شبکه‌های ماهواره‌ای از سوی دادسرای فرهنگ و رسانه بازداشت شد که البته همان روز بازپرس پرونده او را با قرار کفالت آزاد نمود. این اتفاق سر و صدای زیادی در خبرگزاری‌های داخل و خارج از کشور ایجاد کرد. این پرونده در نهایت با تبرئه رفیعی مختومه اعلام گردید.
در ادامه حواشی فیلم، امیر قلعه نویی که پس از رفع توقیف " من ناصر حجازی هستم … " کماکان پیگیر شکایت خود از امیر رفیعی و نیما طباطبایی بود، سرانجام توانست یک ماه پس از توزیع فیلم در شبکه نمایش خانگی برغم قرار منع تعقیب صادر شده از سوی دادسرای فرهنگ و رسانه برای آنها، رأی را بشکند تا پرونده فیلم زندگی ناصر حجازی بار دیگر مورد بررسی قرار گیرد. اتفاقی که باعث شد تا رفیعی و طباطبایی بعد از مراجعه به دادسرای فرهنگ و رسانه با قرار کفالت آزاد گردند. این پرونده با ارجاع از بازپرسی به دادگاه طی جلسه‌ای با حضور طرفین برگزار شد که رفیعی مسوولیت محتوای فیلم را بر عهده گرفت تا با درخواست وی از شاکی پرونده، رضایت فقط پیرامون نیما طباطبایی که درگیر بیماری سرطان بود، اتفاق بیافتد. پرونده‌ای که منجر به محکومیت رفیعی به ۶ هزار تومان جریمه نقدی! و ۳۷ ضربه شلاق تعلیقی شد. رفیعی در ارتباط با شکایت‌های قلعه نویی گفت: وجدانم راحت است که حقایق بیان شده و شک ندارم روح پاک ناصر حجازی نیز از این فیلم راضی است. خوشحالم که سطح شهر با بیلبورد، پوستر و… مملو از تصاویر ایشان شد و این مهم در زمان حیاتش ممکن نبود. اگر به دلیل بازنشر مطالب مطبوعات کشور مجرم هم شناخته شوم برایم ذره‌ای اهمیت ندارد و پای آن می‌ایستم چراکه نمی‌توانستم تاریخ را تحریف کنم. قضاوت مردم برای من از هر مرجعی بالاتر است.

## عوامل تولید و ساخت

### قسمت اول
تهیه‌کننده، طراح، مجری طرح و محقق: امیر رفیعی. کارگردان: نیما طباطبایی. نویسنده: خسرو نقیبی. تدوین: مهدی مهرنیا. راویان: شهاب حسینی، بهرام رادان، پرویز پرستویی، مسعود رایگان، مهران مدیری، رؤیا تیموریان. خواننده: رضا یزدانی. سرمایه‌گذار: نیاز افشین کیا

### قسمت دوم
تهیه‌کننده، کارگردان، طراح و محقق: امیر رفیعی. تدوین: رضا تاری وردی. خواننده: رضا یزدانی

## مصاحبه‌شوندگان سرشناس
- حشمت مهاجرانی
- جعفر کاشانی
- حسین کلانی
- علی پروین
- نصرالله عبداللهی
- محمدرضا عادلخانی
- منصور رشیدی
- حسن روشن
- اصغر حاجیلو
- جهانگیر کوثری
- علی دایی
- علی‌رضا اکبرپور
- پژمان جمشیدی
- علی فتح‌الله‌زاده
- مهدی تاج
- اردشیر لارودی
- حمیدرضا صدر
- حسن فتحی
- جمشید مشایخی و…[۲۳]